# Lecteria vasta
Lecteria vasta är en tvåvingeart som beskrevs av Alexander 1921. Lecteria vasta ingår i släktet Lecteria och familjen småharkrankar.
Artens utbredningsområde är Kamerun. Inga underarter finns listade i Catalogue of Life.